# Krzyżownica (tor kolejowy)

Umiejscowienie krzyżownicy w rozjeździe

Krzyżownica – część rozjazdu torowego, w której następuje przecięcie szyn torów rozjazdu. Krzyżownica składa się z dziobownicy (zwanej często dziobem krzyżownicy), szyn skrzydełkowych oraz kierownic.
Dziobownica jest trójkątnym elementem łączącym szyny dwóch torów. Może być wykonana poprzez odpowiednie ścięcie i połączenie dwóch szyn bądź jako oddzielny element z jednego kawałka stali. Szyny skrzydełkowe powstają poprzez odpowiednie odgięcie szyn zwrotnicowych; umożliwiają przejście zestawu kołowego przez skrzyżowanie szyn. Kierownice odpowiadają za prowadzenie zestawów kołowych, gdy te przejeżdżają przez dziobownicę.
Dla zapewnienia przejazdu przez rozjazd z dużymi prędkościami stosuje się ruchome dzioby krzyżownicy, ponieważ w rozjazdach o dużym promieniu szczelina pomiędzy szynami byłaby zbyt duża. Element taki zapewnia przejście między szynami bez przerwy i z tego powodu nie są wymagane kierownice.
Rozjazdy tramwajowe zbudowane z szyn rowkowych posiadają krzyżownice w postaci odpowiednio wyfrezowanego bloku stalowego. Rozjazdy takie nie wymagają szyn skrzydełkowych ani kierownic, gdyż funkcję prowadzenia zestawów kołowych spełniają rowki. Tramwaj przemieszcza się przez obszar krzyżownicy na obrzeżach swoich kół (zamiast na powierzchniach tocznych), gdyż głębokość rowków w tym obszarze jest odpowiednio mniejsza.

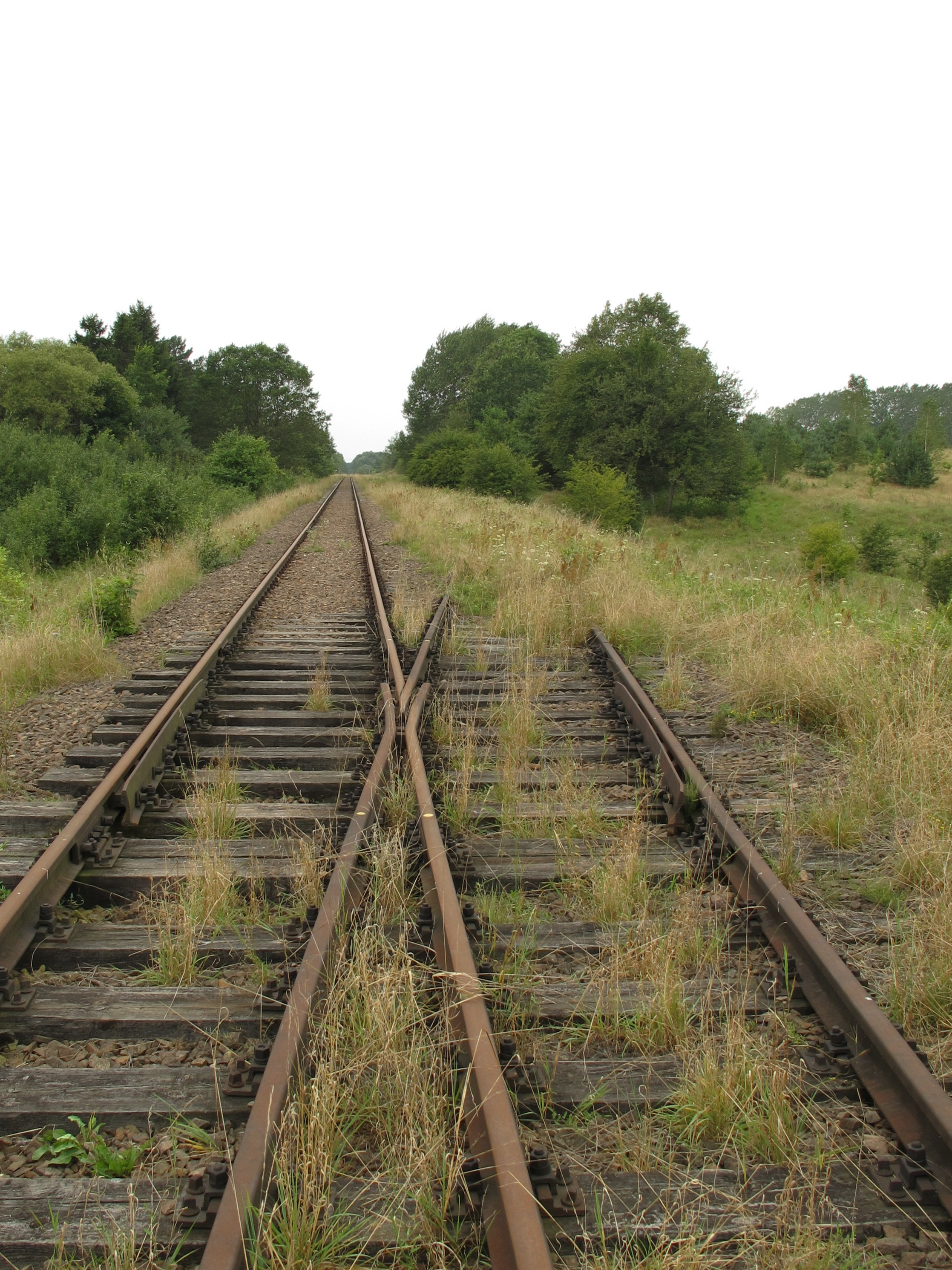
Widok ogólny na krzyżownicę. Widoczna dziobownica wykonana ze ściętych szyn wraz z szynami skrzydełkowymi oraz kierownice.
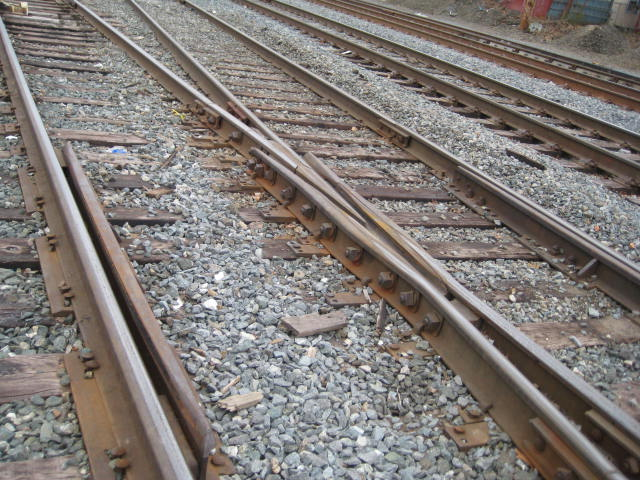
Dziobownica wykonana z oddzielnego kawałka stali.
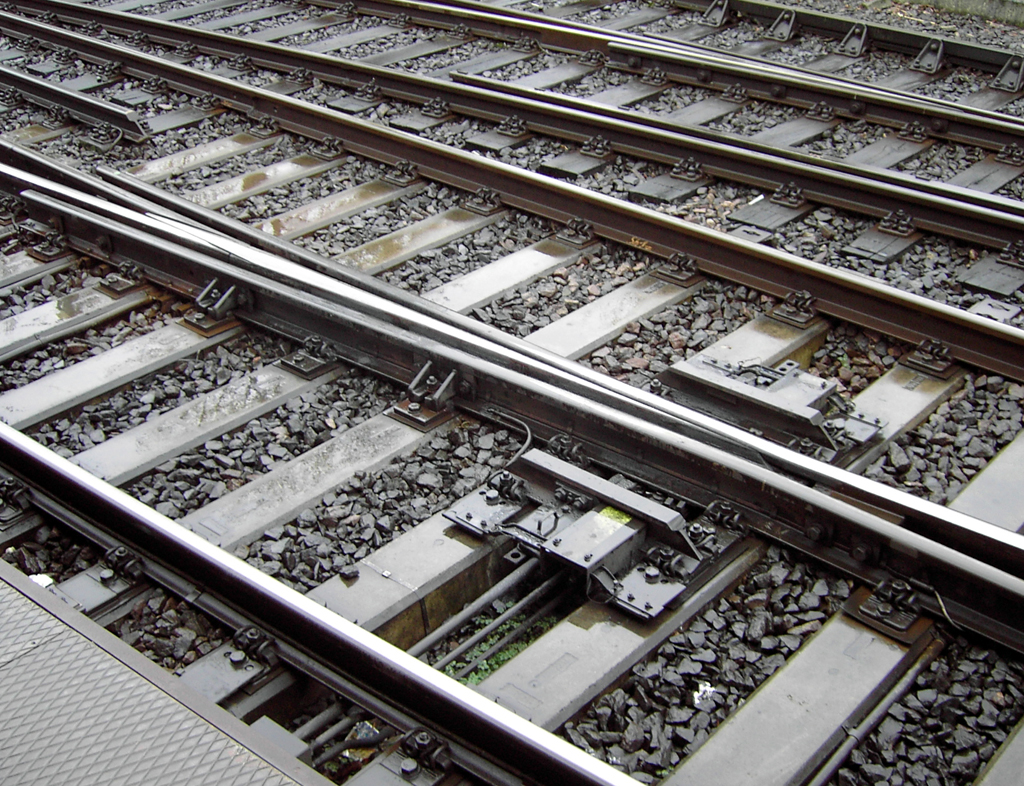
Ruchomy dziób krzyżownicy.
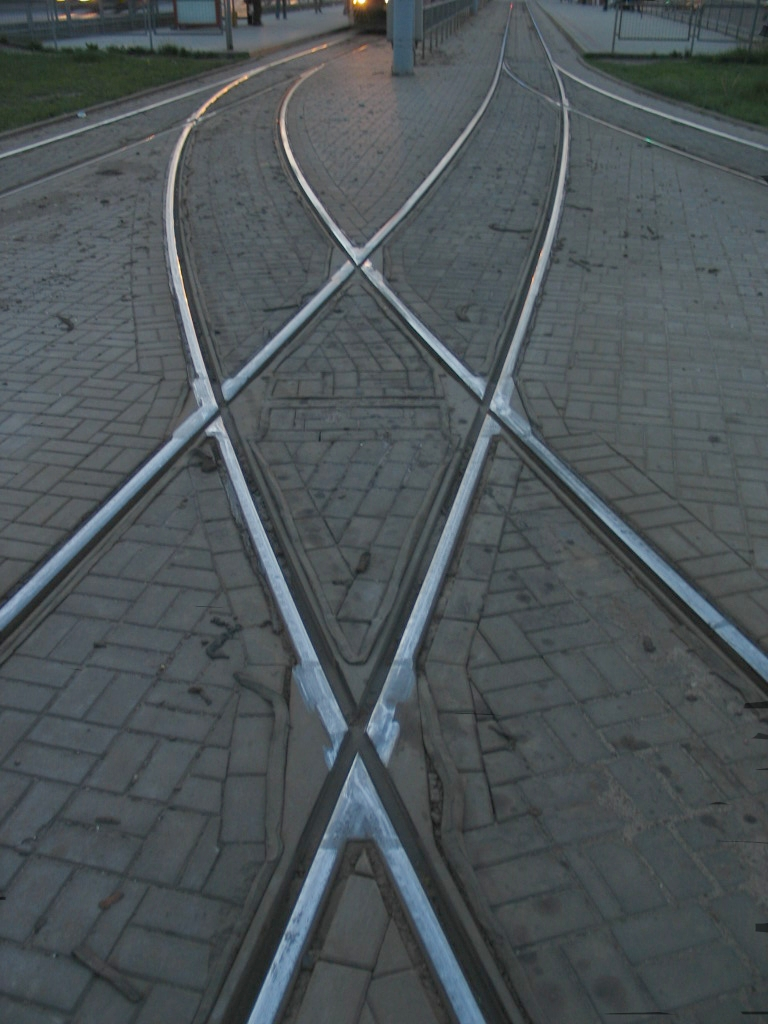
Rozjazdy tramwajowe.